# Planeta tel·lúric

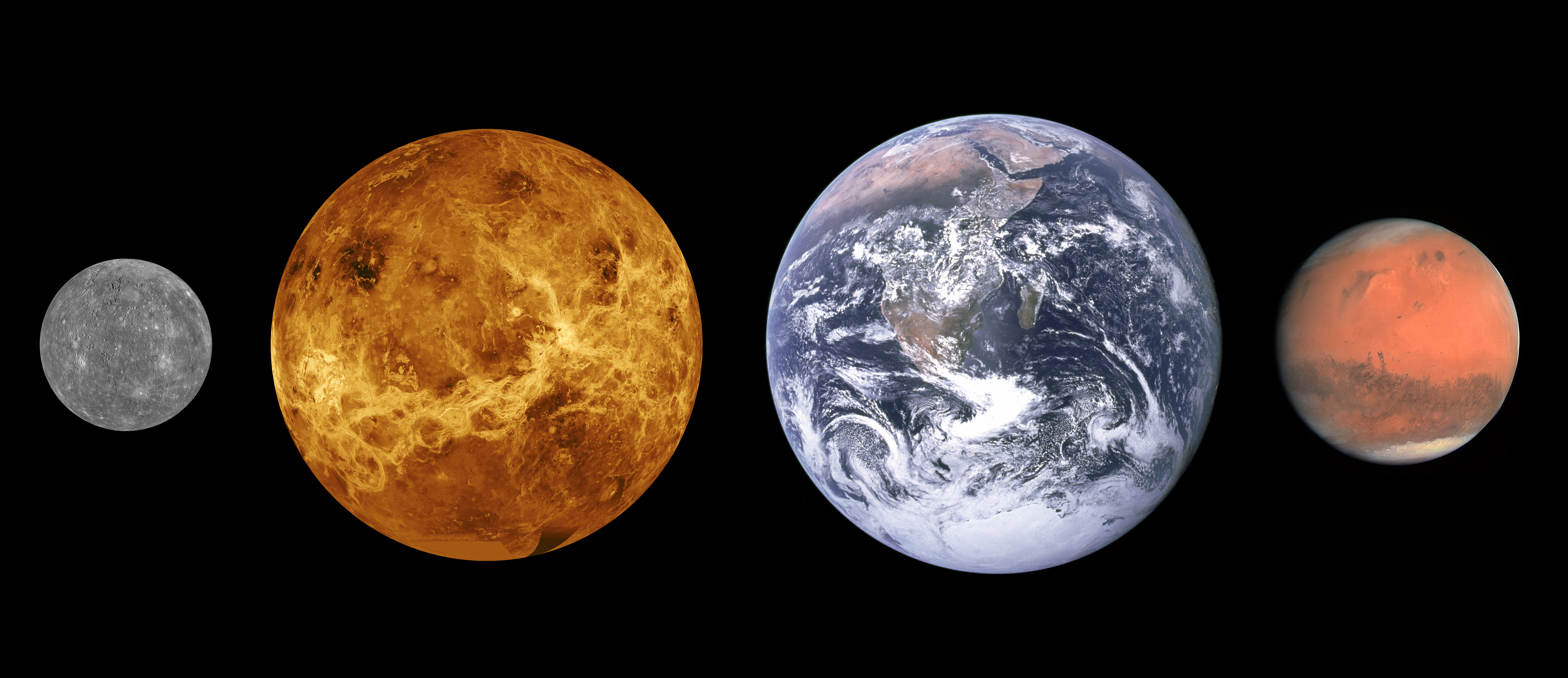
Planetes tel·lúrics del sistema solar ordenats per distància al Sol. D'esquerra a dreta: Mercuri, Venus, Terra i Mart.

Un planeta tel·lúric, també anomenat planeta terrestre o planeta rocallós, és un planeta que s'assembla a la Terra en mida, geologia de la superfície, i composició química. Els planetes extrasolars que es consideren planetes tel·lúrics són els que tenen una mida i una densitat semblants a les de la Terra. També es consideren tel·lúrics la Lluna i el satèl·lit Io de Júpiter, malgrat no ser planetes. L'interès dels científics en el seu estudi rau en el fet que són candidats a tenir vida si estan situats en la zona d'habitabilitat del seu estel.
El terme «tel·lúric» és una formació culta analògica sobre la base del llatí tellus, -ūris ‘la terra, el globus’, ‘la terra, el terrer o terreny’; per tant, «planeta tel·lúric» significa literalment ‘planeta de terra’.

## Característiques

### Estructura

Estructura de la Terra. Al centre, en blanc, el nucli intern sòlid; l'envolta el nucli extern (taronja) líquid; l'envolta el mantell (taronja fosc) i l'escorça (vermell).

Els planetes terrestres orbiten al voltant del Sol en el sistema solar interior i estan formats principalment per roques de silicats i ferro, cosa que els distingeix dels gegants gasosos (Júpiter i Saturn) i dels gegants de glaç (Urà i Neptú) del sistema solar exterior. Els planetes terrestres del nostre sistema solar tenen una composició majoritàriament solar o condrítica, però estan esgotats en composts volàtils. Tots presenten una estructura química en capes similars, amb un nucli ric en ferro, un mantell de roca de silicat (de composició màfica a ultramàfica) i una escorça basàltica.
El nucli probablement és líquid, però podria contenir un nucli intern sòlid, com passa a la Terra. Encara que el mantell és sòlid, es pot considerar com un fluid extremadament viscós a escala geològica, excepte a la seva capa externa freda, anomenada litosfera. La litosfera inclou tant l’escorça com una part del mantell. A la Terra, la litosfera està fragmentada en set grans plaques tectòniques que es generen contínuament a les dorsals oceàniques i es reciclen al mantell a les zones de subducció mitjançant un procés anomenat tectònica de plaques. Aquest procés és impulsat per la convecció del mantell dins del qual es coneix com a règim de coberta mòbil (mobile lid regime).
Els altres planetes terrestres del nostre sistema solar tenen una litosfera contínua, perforada puntualment per vents volcànics. En aquests casos, es parla de tectònica de placa única. Els mantells d’aquests planetes continuen experimentant convecció, però ho fan en un mode conegut com a convecció de coberta estancada (Stagnant Lid Convection). A través de la deformació tectònica i l’activitat volcànica, els planetes terrestres transformen calor i energia química en treball mecànic. A més, poden convertir calor i energia química en energia de camp magnètic a través d’una dinamo en el nucli.

### Atmosferes

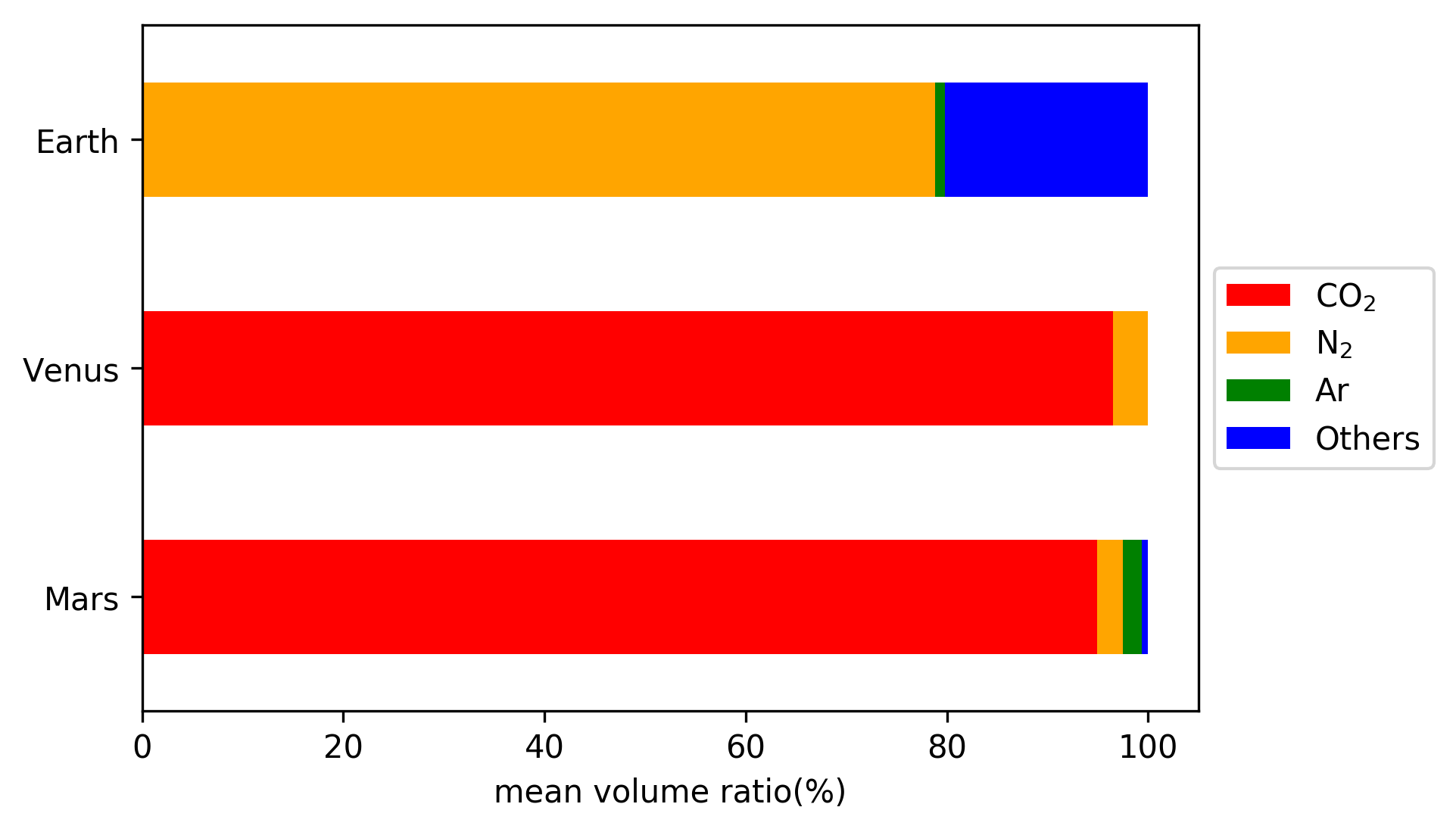
Composició de les atmosferes de la Terra, Venus i Mart. A la Terra l'oxigen és el component majoritari d'altres gasos en blau.

Les atmosferes del planetes tel·lúrics actualment són oxidants, en contrast amb les atmosferes reductores dels planetes gasosos composts majoritàriament per hidrogen H2. El diòxid de carboni CO2 és el gas majoritari a Mart (95 %) i a Venus (97 %); i a la Terra predomina el nitrogen N2 (79 %) i l'oxigen O2 (21 %). La diferent atmosfera que presenta la Terra és degut a la modificació experimentada durant milions d'anys a causa de l'acció de la biosfera.
L'evolució de l'atmosfera d'un planeta es veu fortament afectada per la seva massa i distància al Sol. La proximitat de Venus al Sol pot haver desencadenat un fenomen d'efecte hivernacle descontrolat a principis de la seva història, que vaporitzà els seus oceans i cuità el diòxid de carboni de l'escorça superfície. La pèrdua de substàncies volàtils de l'escorça de Venus hauria tancat el cicle hidrològic, i probablement també ha inhibit la subducció de l'escorça, tancant la tectònica de plaques. La pèrdua de la tectònica de plaques hauria inhibit la capacitat del planeta per recaptar CO2 a l'interior del planeta. L'atmosfera de CO2 característicament densa de Venus i les temperatures superficials ferotges són una conseqüència directa de la distància d'aquest planeta terrestre del Sol, i Venus pot representar una mirada final comú per a l'evolució dels planetes terrestres.
Mart, d'altra banda, està prou lluny del Sol i no patí un efecte hivernacle desbocat, sinó que perdé la seva habitabilitat a causa de la pèrdua de la seva atmosfera per fer una breu revisió de la història volàtil i climàtica de Mart. La ràpida pèrdua atmosfèrica de Mart es va deure principalment a la petita massa del planeta. La massa més petita va ser menys efectiva en la retenció gravitatòria de l'atmosfera contra el vent solar que incideix. La massa més petita hauria proporcionat un escalfament radiogènic insuficient per mantenir el nucli del planeta fos molt més enllà dels 0,5-1 Ga, i la pèrdua posterior del camp magnètic també hauria contribuït a la pèrdua atmosfèrica.

Camp magnètic de la Terra.

### Magnetisme
D’entre els planetes terrestres, la Terra i Mercuri tenen camps magnètics actualment actius. La magnetització residual de les roques de l’escorça de Mart suggereix que aquest planeta va generar el seu propi camp magnètic en el passat. No es coneix amb certesa si Venus va tenir mai un camp magnètic, però s’ha especulat que en podria haver tingut un de similar al de Mart en la seva història primerenca.
El nostre sistema solar té quatre planetes tel·lúrics: Mercuri, Venus, la Terra i Mart. Temps enllà, hi hagué probablement molts més planetes tel·lúrics, però molts d'aquests degueren ser expulsats del sistema solar o altrament destruïts. Només es coneix un planeta tel·lúric, la Terra, amb una hidrosfera activa.

## Exoplanetes tel·lúrics

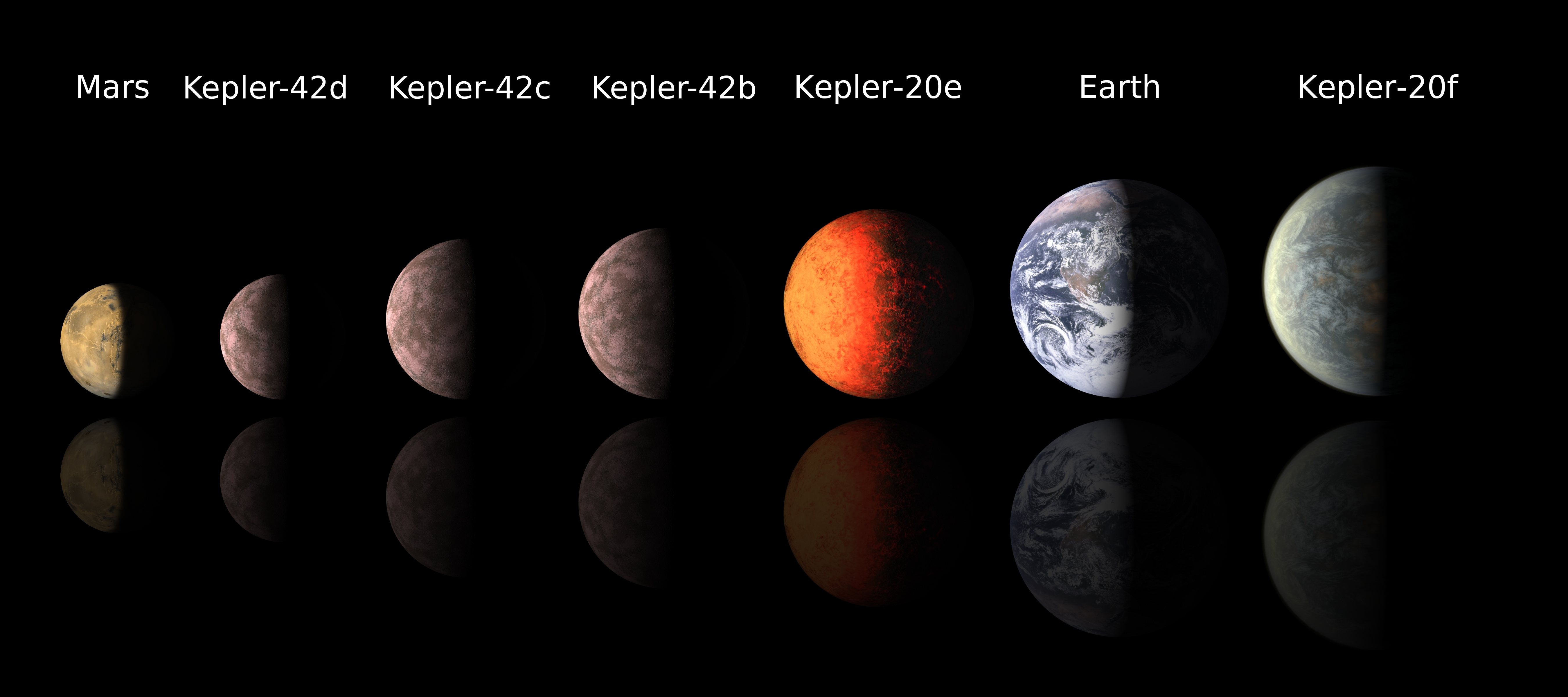
Exoplanetes terrestres (Kepler-42d, Kepler-42c, Kepler-42b, Kepler-20e i Kepler-20f) comparats amb la Terra i Mart.

La classificació del exoplanetes com a tel·lúrics no té un consens general entre els científics. Tanmateix, la majoria d'astronoms empren aquest nom o els seus sinònims per a referir-se a exoplanetes que tenen masses semblants a la de la Terra (0,1{\displaystyle M_{\oplus }}- 2{\displaystyle M_{\oplus }}) i radis que no superin els 5/4 del radi de la Terra (<1,25{\displaystyle R_{\oplus }}). Aquests exoplanetes tenen una superfície sòlida, una estructura semblant amb un nucli metàl·lic al centre, de ferro, cobert per un mantell de silicats i amb densitats de 5-8 Mg m–3 (5 000 - 8 000 kg m–3). Per exemple, els planetes de 0,87 i 1,03{\displaystyle R_{\oplus }} del sistema de Kepler-20; els de 0,76 i 0,87{\displaystyle R_{\oplus }} del sistema de Kepler-70; o els de 0,78, 0,73 i 0,57{\displaystyle R_{\oplus }} del sistema de Kepler-42.

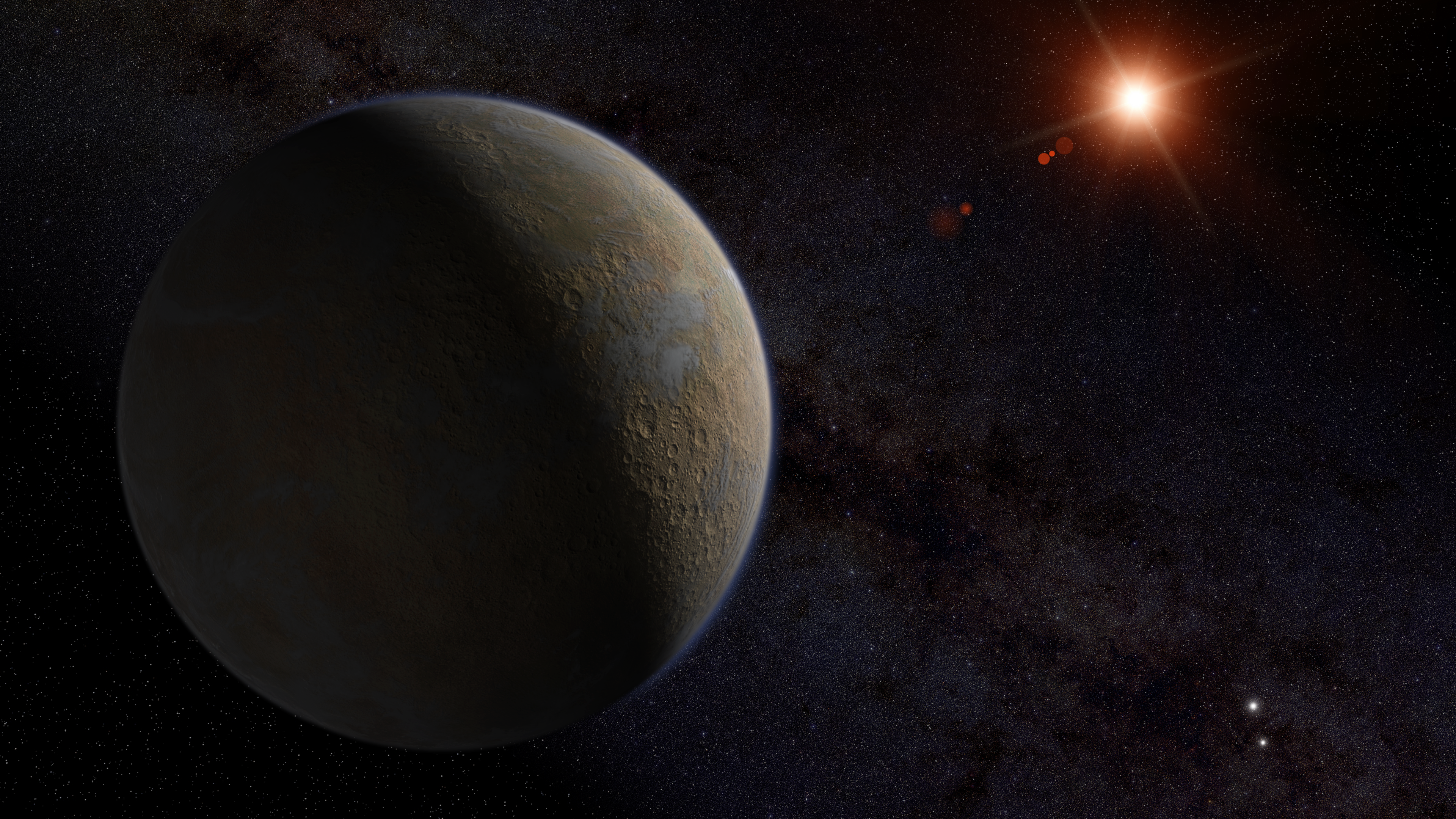
Representació artística de l'exoplaneta Proxima Centauri b.

En les darreres dècades s'han detectat planetes extrasolars rocallosos a les zones habitables del seu estel hoste, majoritàriament nans marrons. Les deteccions notables són els exoplanetes al voltant del nostre estel més proper Pròxima Centauri (massa mínima d'1,27{\displaystyle M_{\oplus }} i radi d'1,1{\displaystyle R_{\oplus }}), l'estel de Barnard (massa mínima de 0,37{\displaystyle M_{\oplus }} i radi de 0,764{\displaystyle R_{\oplus }}), i el sistema de set exoplanetes al voltant de TRAPPIST-1. Tot i que aquests exoplanetes es troben en òrbites properes als seus estels hostes, les seves temperatures d'equilibri són inferiors a 500 K a causa de la baixa temperatura efectiva del seu estel hoste.S'ha demostrat per a Proxima Centauri b que l'aigua líquida pot estar present i podria ser detectable en el futur. D'altra banda, exoplanetes rocallosos amb períodes orbitals curts al voltant d'estrelles de tipus solar com 55 Cnc e o CoRoT-7b tenen temperatures al costat del dia de Teq ~ 2 400 K . Aquesta temperatura és prou alta com per fondre la superfície del planeta durant el dia, mentre que la part nocturna roman sòlida (estany de magma). Durant la formació dels exoplanetes terrestres, la superfície es pot fondre i provocar un oceà de magma global amb una profunditat dependent de la massa. Durant períodes orbitals curts i estrelles hostes amb camps magnètics extensos, aquest oceà de magma pot prevaler a causa de l'escalfament inductiu .

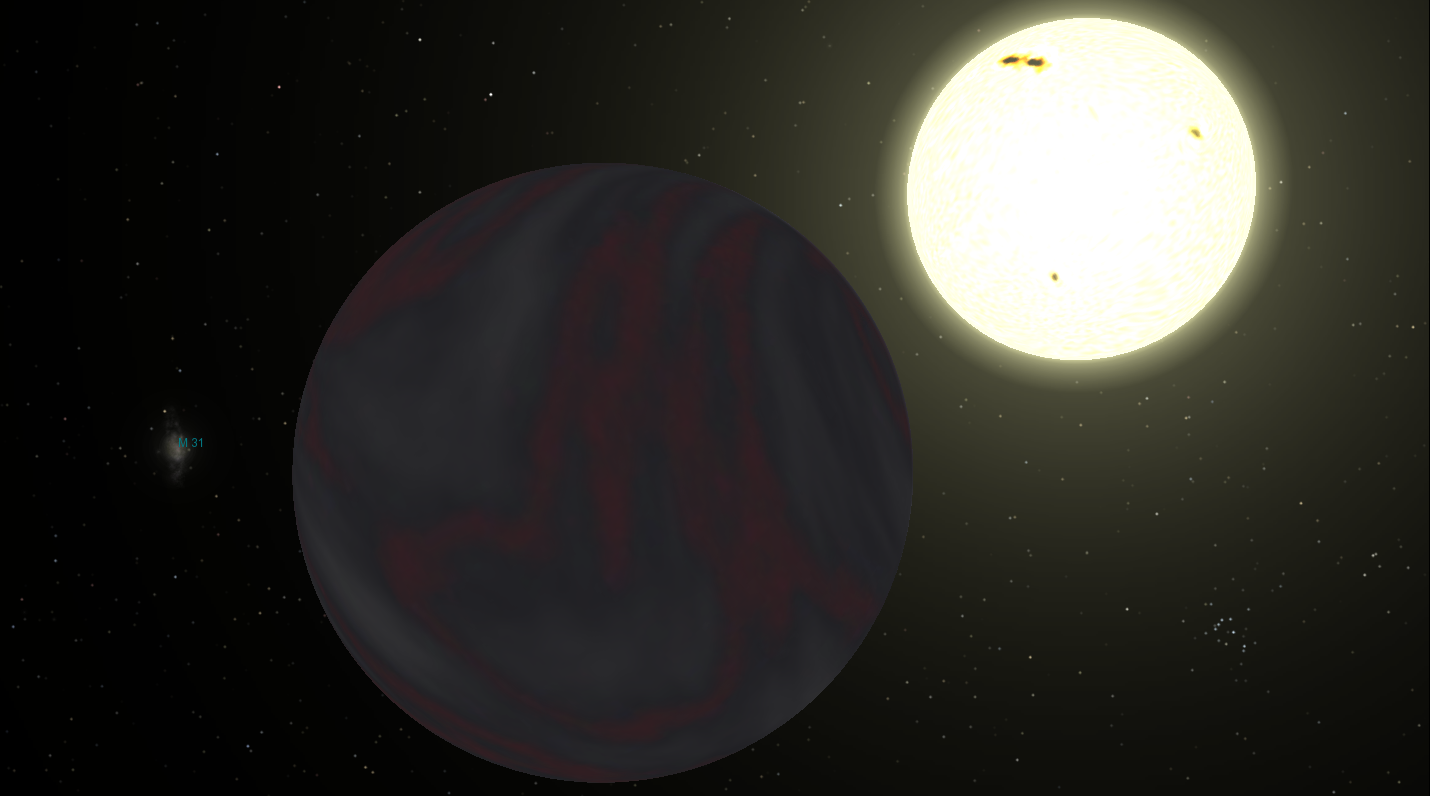
Representació artística de 55 Cnc e.

Fins ara, és impossible determinar si el material superficial ha estat processat per la tectònica de plaques o per radiació i vents estel·lars només en una superfície exposada. Per als planetes amb prou calor per irradiació estel·lar, escalfament inductiu o forces de marea, per exemple, pot prevaldre un mantell actiu que provoqui un processament actiu de la superfície, com el vulcanisme o la tectònica de plaques. El modelatge de l'estructura planetària suggereix que les super-Terres calentes, com ara 55 Cnc e, tenen una gran abundància atmosfèrica d'elements refractaris, com ara calci i alumini. Es demostrà que aquestes atmosferes permeten la formació de núvols minerals.

## Projectes de recerca
El nombre d'exoplanetes rocallosos l'atmosfera dels quals ja s'ha analitzat espectroscòpicament és molt reduït. Tanmateix, en un futur proper, el nombre d'atmosferes d'exoplanetes a l'abast de l'anàlisi detallada augmentarà a causa dels espectrògrafs amb alta resolució espectral en l'infraroig proper (per exemple, Carmenes, CRIRES+), els telescopis de 30 m i missions espacials, com TESS, JWST i PLATO. Aquests instruments permetran analitzar la composició atmosfèrica dels exoplanetes tel·lúrics més propers amb una precisió sense precedents.

### Projecte Carmenes
L'instrument Carmenes (acrònim de Calar Alto high-Resolution search for M dwarfs with Exoearths with Near-infrared and optical Echelle Spectrographs) és un espectrògraf que opera a l'òptic i l'infraroig proper, és a dir, que mesura tant la llum visible com la infraroja dels objectes cap als quals apunta. S'instal·là el 2015 a l'Observatori de Calar Alto, a Almeria, amb l'objectiu de trobar exoplanetes tel·lúrics en estels freds propers (nans vermelles). La llum recollida d'un estel determinat (l'espectre estel·lar) pot delatar la presència d'exoplanetes, ja que permet mesurar els petits moviments de l'estel produïts per l'atracció gravitatòria dels planetes que l'orbiten. Els espectres d'alta resolució que s'obtenen amb Carmenes serveixen per determinar la velocitat radial de l'estrella amb una precisió d'un metre per segon, cosa que representa un repte tecnològic de primer nivell. Això permet trobar planetes petits al voltant de les estrelles de baixa massa. Carmenes és un projecte on hi fan recerca més de 200 científics i enginyers d'11 institucions espanyoles i alemanyes. Fins a finals de 2024 s'havien detectat 59 mous exoplanetes tel·lúrics amb aquest instrument.

### CRIRES+
CRIRES+ (acrònim de Cryogenic high-resolution InfraRed Echelle Spectrograph), és una actualització del CRIRES original que va resultar d'una col·laboració de sis anys entre investigadors de l'Observatori Europeu Austral (ESO) i diversos instituts europeus. Situat a UT3 del Very Large Telescope (VLT) de l'Observatori Paranal, Xile, de l'ESO. Des de l'octubre de 2021, la comunitat d'astronomia pot utilitzar aquest instrument millorat per buscar super-Terres en zones habitables d'estrelles de poca massa, on la possibilitat de trobar planetes que puguin albergar vida és més alta. CRIRES+ també es pot utilitzar per cercar i descriure la composició química de les atmosferes d'exoplanetes i per estudiar l'origen i l'evolució dels camps magnètics estel·lars. Consta tant d'un espectrògraf com d'un sistema d'òptica adaptativa. L'aplicació de l'espectrògraf és dividir la llum en els seus components separats per a l'anàlisi individual.

### TESS

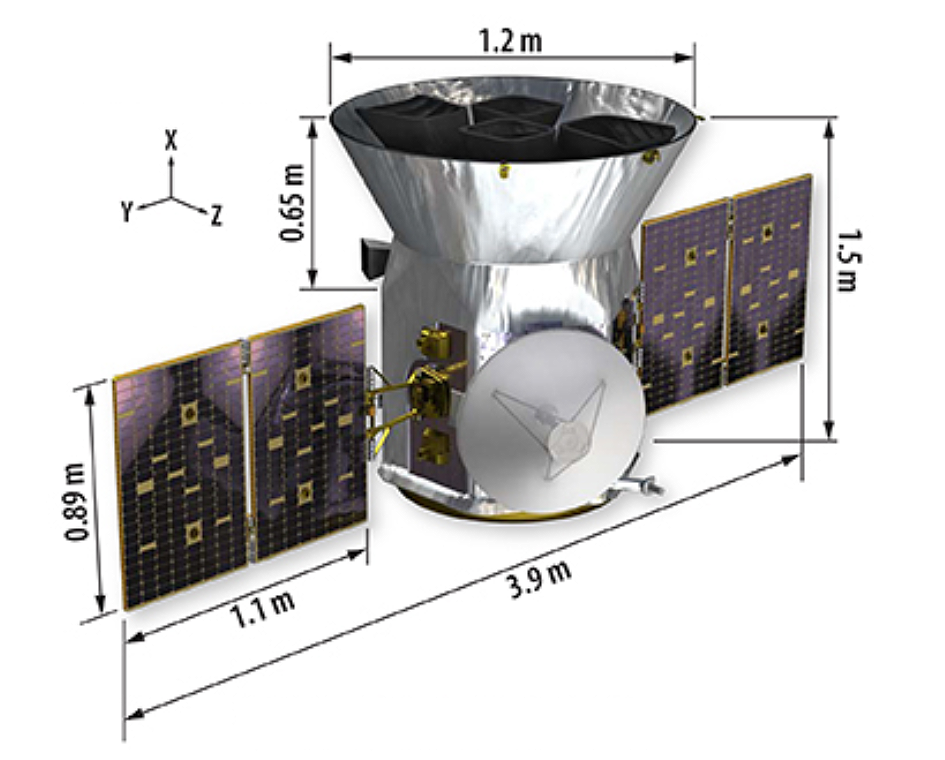
Telescopi espacial TESS.

El Transiting Exoplanet Survey Satellite (TESS) és un telescopi espacial de la NASA llançat el 2018 sota el programa Explorer, dissenyat per buscar exoplanetes utilitzant el mètode de trànsit. L'objectiu primari de la missió és el sondeig de les estrelles més brillants a prop la Terra per trobar exoplanetes en trànsit sobre un període de dos anys. El projecte TESS utilitzarà una varietat de càmeres de camp ample per actuar en el sondeig de tot el cel. També estudiarà aquests exoplanetes. Amb el TESS, és possible estudiar la massa, mida, densitat i òrbita d'un gran nombre d'exoplanetes petits, incloent els tel·lúrics en la zona d'habitabilitat dels seus estels amfitrions. TESS proporcionarà els primers objectius per al Telescopi espacial James Webb, així com altres telescopis del futur.

### JWST

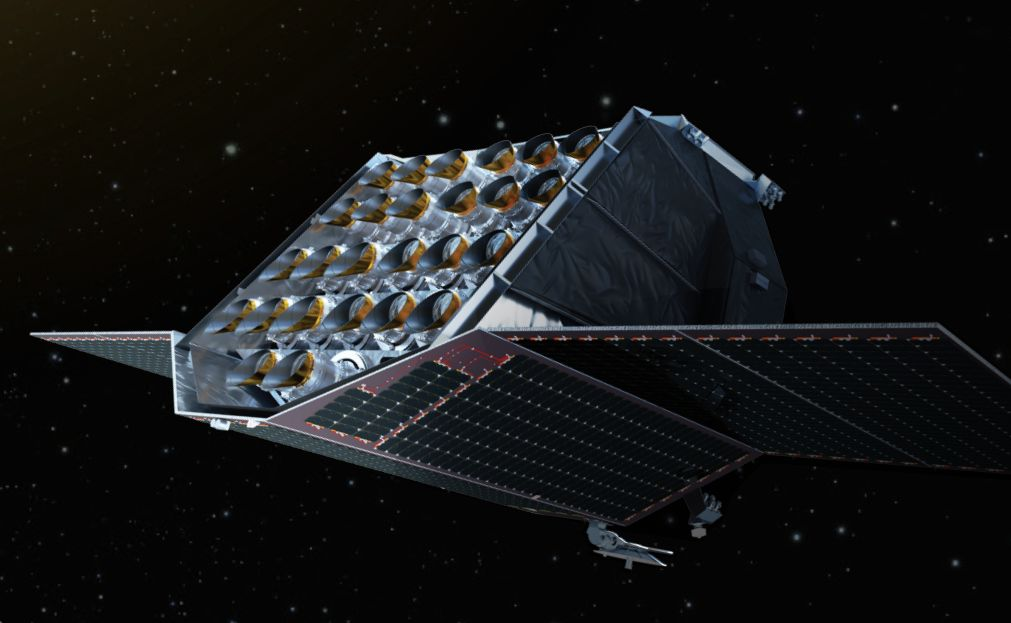
Telescopi espacial PLATO.

El Telescopi Espacial James Webb (en anglès James Webb Space Telescope o JWST) és un observatori espacial dissenyat per a esdevenir el successor parcial del Telescopi espacial Hubble, i que estudia el cel en freqüència infraroja. El telescopi espacial James Webb té una massa aproximadament la meitat de la del telescopi espacial Hubble, però el seu mirall principal, un reflector de beril·li recobert d'or de 6,5 m de diàmetre, té una àrea de recollida més de sis vegades més grossa (25,4 m²), fent servir 18 miralls hexagonals amb un enfosquiment de 0,9 m² per als punts de suport secundaris. Un dels objectius és l'estudi d'exoplanetes tel·lúrics.

### PLATO
La missió Plato (acrònim de PLAnetarys Trànsits and Oscillations of stars) de l'Agència Espacial Europea (ESA), és un telescopi espacial que s'ha de llançar el 2026. Utilitzarà les seves 26 càmeres per estudiar exoplanetes tel·lúrics en òrbites fins a la zona habitable d'estels semblants al Sol. La missió mesurarà la mida dels exoplanetes i descobrirà exollunes i anells al seu voltant. Plato també caracteritzarà els estels hostes dels exoplanetes mitjançant l'estudi de petites variacions de llum que rep.